# 中老
中老（ちゅうろう）は、戦国時代の戦国大名及び江戸時代の諸藩に置かれた武家の役職あるいは家格。

## 概要
「国史大辞典」では「戦国大名の職制の一つ」とされるが、諸藩の藩政史料においては江戸時代中後期に中老職を置き、それ以前は設置していない藩がしばしば見られる。家老または家老相当職の補佐役であることが多い。「甲陽軍鑑」の品・第43では武田家中老に土屋右衛門尉がなっていたとされ、豊臣政権では三中老が置かれていた。
江戸時代の中老は、家老補佐役である年寄または奉行と同様に、本来家老になれない家格馬廻以下の藩士を藩政に参与させるための場合と、年寄や奉行の中で精勤者や有能な者を家老に準じた扱いをし、場合によっては家老格を与える前段階の役職である場合がある。非常置の場合が多く、中老職の席次は基本的に番頭より格上の職である。
前者の例としては柳河藩があり、宝暦年間に立花鑑通により、家老の補佐役である奉行が中老に改称されて成立しており、基本的に変更はなく常置である。また、米沢藩でも宝暦元年（1751年）に家老補佐役として中老職が設立されるが、一時期廃止され、寛政年間に復活している。後者の例としては熊本藩や越後長岡藩があり、越後長岡藩では江戸時代初期にはなかった職で非常置であった。なお、先述の柳河藩でも後年に役中老と本中老に分かれ、本中老はこの場合の中老に近い。
なお、長岡藩などのように家老補佐役としての奉行や年寄と併設されている藩において、中老と年寄、奉行との席次の上下は藩によって違いがあるので一義的に言えない。
また、米沢藩の莅戸善政や熊本藩の堀勝名のように、中老就任者が場合により家老または家老相当職に就任することが出来る藩と、長岡藩や柳河藩のように家老格止まりである藩とがある。稀少な例であるが、福岡藩では最上級家格として中老があるものの、役職に中老はない。